# 二硫代苯甲酸
二硫代苯甲酸是一种硫代羧酸，化学式为C6H5CS2H。它是苯甲酸的类似物，但酸性更强，颜色更深。

## 制备及反应
二硫代苯甲酸可由二氯化苄的硫化得到，也可通过格氏试剂苯基溴化镁和二硫化碳反应，再酸化得到。
二硫代苯甲酸的酸性是苯甲酸的一百多倍，其共轭碱可以烷基化生成二硫代羧酸酯。此外，二硫代苯甲酸盐和软金属的盐反应，生成配合物，如Fe(S2CC6H5)3和Ni(S2CC6H5)2。
二硫代苯甲酸的氯化反应生成硫代苯甲酰氯（C6H5C(S)Cl）。

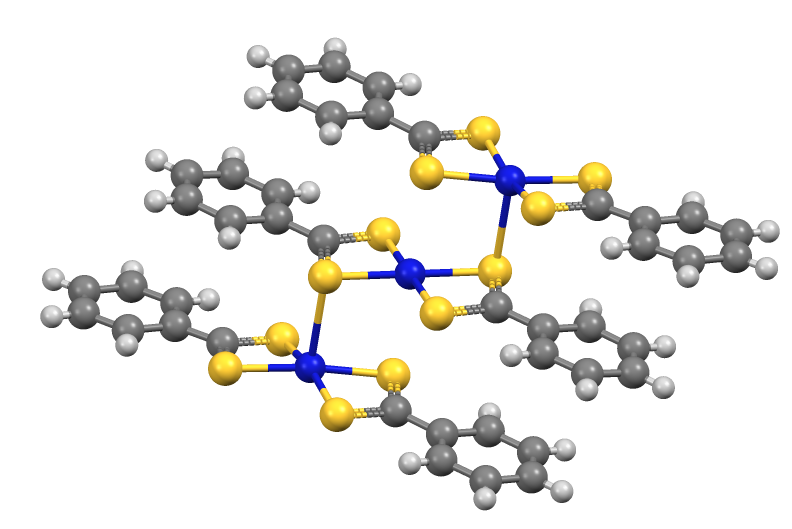
[Ni(S_{2}CPh)_{2}]_{3}三聚体的结构。